# Società Sportiva Fiammamonza 2003-2004
Questa voce raccoglie le informazioni riguardanti la Società Sportiva Fiammamonza nelle competizioni ufficiali della stagione 2003-2004.

## Rosa
Rosa e ruoli aggiornati durante tutta la stagione, dalle cronache pubblicate dal Cittadino di Monza e La Nuova Sardegna per i tabellini degli incontri con la Torres Terra Sarda.
| N. |                   | Ruolo | Calciatrice           |
| -- | ----------------- | ----- | --------------------- |
|    | Italia (bandiera) | A     | Paola Balconi         |
|    | Italia (bandiera) | P     | Maria Elena Bassano   |
|    | Italia (bandiera) | P     | Alice Biotti          |
|    | Italia (bandiera) | C     | Stefania Celedi       |
|    | Italia (bandiera) | A     | Stefania Confalonieri |
|    | Italia (bandiera) | C     | Martina Cortesi       |
|    | Italia (bandiera) | D     | Sara Costa            |
|    | Italia (bandiera) | C     | Roberta D'Adda        |
|    | Italia (bandiera) | D     | Lina D'Andolfo        |
|    | Italia (bandiera) | D     | Filomena De Vincenzo  |
|    | Italia (bandiera) | D     | Valentina Del Fiol    |
|    | Italia (bandiera) | C     | Laura Donghi          |
|    | Italia (bandiera) | A     | Michela Greco         |

| N. |                     | Ruolo | Calciatrice      |
| -- | ------------------- | ----- | ---------------- |
|    | Italia (bandiera)   | A     | Marianna Hofer   |
|    | Italia (bandiera)   | C     | Stella La Capra  |
|    | Italia (bandiera)   | C     | Gloria Lanzani   |
|    | Italia (bandiera)   | C     | Monica Lanzani   |
|    | Italia (bandiera)   | C     | Roberta Miranda  |
|    | Italia (bandiera)   | C     | Cristina Murelli |
|    | Italia (bandiera)   | C     | Debora Novelli   |
|    | Germania (bandiera) | A     | Ines Österle     |
|    | Italia (bandiera)   | D     | Elena Rivolta    |
|    | Italia (bandiera)   | D     | Elena Rodolfi    |
|    | Italia (bandiera)   | P     | Elisa Rotella    |
|    | Italia (bandiera)   | D     | Viviana Schiavi  |
|    | Italia (bandiera)   | C     | Daniela Stracchi |

## Calciomercato

### Sessione estiva
| Acquisti | Acquisti         | Acquisti  | Acquisti   |
| R.       | Nome             | da        | Modalità   |
| -------- | ---------------- | --------- | ---------- |
| D        | Stella La Capra  | Bergamo R | Svincolata |
| C        | Cristina Murelli | Bergamo R | Svincolata |
| A        | Michela Greco    | Bardolino | Svincolata |

| Cessioni | Cessioni          | Cessioni          | Cessioni   |
| R.       | Nome              | a                 | Modalità   |
| -------- | ----------------- | ----------------- | ---------- |
| D        | Barbara Bruscaini | ACF Milan         | Definitiva |
| A        | Isabella Costanzo | ACF Milan         | Definitiva |
| D        | Damiana Deiana    | Atletico Oristano | Definitiva |
| C        | Paola De Luca     | ???               | svincolata |
| A        | Milene Domingues  | Rayo Vallecano    | Definitiva |
| P        | Genny Giommi      | ???               | ?          |
| D        | Elisabetta Tona   | Torres            | Definitiva |

### Sessione invernale
| Acquisti | Acquisti     | Acquisti     | Acquisti                |
| R.       | Nome         | da           | Modalità                |
| -------- | ------------ | ------------ | ----------------------- |
| A        | Ines Österle | Sindelfingen | Libera, studia a Milano |

| Cessioni | Cessioni            | Cessioni  | Cessioni   |
| R.       | Nome                | a         | Modalità   |
| -------- | ------------------- | --------- | ---------- |
| P        | Maria Elena Bassano | Como 2000 | Svincolata |
| C        | Gloria Lanzani      | Como 2000 | Svincolata |
| A        | Debora Novelli      | Como 2000 | Svincolata |
| D        | Elena Rodolfi       | Como 2000 | Svincolata |

## Risultati

### Serie A

#### Girone di andata
| Arbitro: | Preti (Mantova) |

|           |           |  |
| Bruno 82’ | Marcatori |  |

| Arbitro: | Criveller (Ivrea) |

|           |           |            |
| Serra 55’ | Marcatori | 64’ D'Adda |

| Arbitro: | D'Agostino (Napoli) |

|  |           |             |
|  | Marcatori | 45’ Novelli |

| Arbitro: | De Nitto (Brindisi) |

|             |           |              |
| Novelli 67’ | Marcatori | 83’ Minisini |

| Arbitro: | Abruzzese (Brindisi) |

|  |           |                 |
|  | Marcatori | 83’ De Vincenzo |

| Arbitro: | Negrinelli (Lovere) |

|                       |           |  |
| Novelli 49’ Greco 86’ | Marcatori |  |

| Arbitro: | Criscione (Firenze) |

|                      |           |             |
| Finelli 42’ Lisi 69’ | Marcatori | 51’ Schiavi |

| Arbitro: | Lo Russo (Torino) |

|                  |           |                                             |
| Hofer 72’ (rig.) | Marcatori | 8’, 87’ Guarino 22’, 45’ Pedersen 29’ Conti |

| Arbitro: | Bellutti (Trento) |

|                                           |           |  |
| Placchi 7’, 20’ Brumana 53’ Camporese 75’ | Marcatori |  |

| Arbitro: | Zanichelli (Genova) |

|  |           |                    |
|  | Marcatori | 24’ (aut.) Rodolfi |

13 dicembre 2003, 11ª giornata: la Fiammamonza riposa.
| Arbitro: | Sirchia (Genova) |

|                                  |           |                       |
| Margiotta 22’ Guardia Pulido 67’ | Marcatori | 57’ Balconi 78’ Greco |

| Arbitro: | Rondoletti (Torino) |

|                       |           |                      |
| Hofer 29’ (rig.), 89’ | Marcatori | 50’ Croce 55’ Pasqui |

#### Girone di ritorno
| Arbitro: | Affinito (Frattamaggiore) |

|                      |           |           |
| Donghi 54’ Hofer 76’ | Marcatori | 31’ Podio |

| Arbitro: | Andolfatto (Bassano del Grappa) |

|                                  |           |                       |
| Dapor 87’ De Vincenzo 90’ (aut.) | Marcatori | 56’ Balconi 86’ Greco |

| Arbitro: | Ramella Pralungo (Pavia) |

|                                                            |           |  |
| Greco 45’, 90’ Schiavi 81’ (rig.) Österle 85’ Stracchi 88’ | Marcatori |  |

| Tavagnacco 7 febbraio 2004, ore 14:30 CET 17ª giornata | Letti Cosatto Tavagnacco | 0 – 1 referto | Fiammamonza | Stadio comunale |
| \| \| \| \| \| \| Marcatori \| 2t’ Österle \|          |                          |               |             |                 |
|                                                        |                          |               |             |                 |
|                                                        | Marcatori                | 2t’ Österle   |             |                 |

| Arbitro: | Bergantino (Collegno) |

|                             |           |  |
| Stracchi 41’, 75’ Greco 68’ | Marcatori |  |

| Como 28 febbraio 2004, ore 15:30 CET 19ª giornata | Como 2000           | 0 – 0 referto | Fiammamonza | Centro Sportivo Belvedere\| Arbitro: \| Gallione (Collegno) \| |
| Arbitro:                                          | Gallione (Collegno) |               |             |                                                                |

| Arbitro: | Arcangioli |

|                                            |           |  |
| Greco 1’ Cassanelli 29’ (aut.) Balconi 85’ | Marcatori |  |

| Arbitro: | Sassu (Alghero) |

|                                  |           |  |
| Pedersen 30’, 32’ Colasuonno 45’ | Marcatori |  |

| Arbitro: | Liturco (Collegno) |

|          |           |            |
| Greco 1’ | Marcatori | 7’ Brumana |

| Arbitro: | Zanichelli (Genova) |

|  |           |                    |
|  | Marcatori | 24’ (aut.) Rodolfi |

17 aprile 2004, 24ª giornata: la Fiammamonza riposa.
| Monza 1º maggio 2004, ore 15:30 CEST 25ª giornata | Fiammamonza | 0 – 1 referto | Torino | Stadio Gino Alfonso Sada |
| \| \| \| \| \| \| Marcatori \| 44’ Sodini \|      |             |               |        |                          |
|                                                   |             |               |        |                          |
|                                                   | Marcatori   | 44’ Sodini    |        |                          |

| Arbitro: | Barbiero |

|                                                    |           |                             |
| Pasqui 26’, 76’, 92’ Sancassani 37’ Battistoli 82’ | Marcatori | 56’ Balconi 66’ (rig.)Hofer |

### Coppa Italia
| Almenno San Salvatore 20 dicembre 2003, ore 15:00 CET Quarto turno | Atalanta  | 1 – 3 referto          | Fiammamonza | Campo sportivo comunale |
| \| \| \| \| \| \| Marcatori \| Hofer Balconi Stracchi \|           |           |                        |             |                         |
|                                                                    |           |                        |             |                         |
|                                                                    | Marcatori | Hofer Balconi Stracchi |             |                         |

| Reggio Emilia 14 febbraio 2004, ore 15:00 CET Quinto turno | Reggiana             | 3 – 3 (d.t.s.) referto | Fiammamonza |  |
| \| \| \| \| \| \| Tiri di rigore 2 – 3 \| \|               |                      |                        |             |  |
|                                                            |                      |                        |             |  |
|                                                            | Tiri di rigore 2 – 3 |                        |             |  |

| Brembate di Sopra 8 aprile 2004, ore 15:00 CEST Quarti di finale     | Bergamo R | 2 – 1 referto referto 2 | Fiammamonza | Stadio Comunale |
| \| \| \| \| \| Formisano 7’ Zani 58’ \| Marcatori \| 45’ La Capra \| |           |                         |             |                 |
|                                                                      |           |                         |             |                 |
| Formisano 7’ Zani 58’                                                | Marcatori | 45’ La Capra            |             |                 |

## Statistiche

### Statistiche di squadra
| Competizione | Punti | In casa | In casa | In casa | In casa | In casa | In casa | In trasferta | In trasferta | In trasferta | In trasferta | In trasferta | In trasferta | Totale | Totale | Totale | Totale | Totale | Totale | DR |
| Competizione | Punti | G       | V       | N       | P       | Gf      | Gs      | G            | V            | N            | P            | Gf           | Gs           | G      | V      | N      | P      | Gf     | Gs     | DR |
| ------------ | ----- | ------- | ------- | ------- | ------- | ------- | ------- | ------------ | ------------ | ------------ | ------------ | ------------ | ------------ | ------ | ------ | ------ | ------ | ------ | ------ | -- |
| Serie A      | 31    | 12      | 5       | 4       | 3       | 21      | 13      | 12           | 3            | 3            | 6            | 10           | 20           | 24     | 8      | 7      | 9      | 31     | 33     | -2 |
| Coppa Italia | -     | -       | -       | -       | -       | -       | -       | 3            | 1            | 1            | 1            | 7            | 6            | 3      | 1      | 1      | 1      | 7      | 6      | +1 |
| Totale       | -     | 12      | 5       | 4       | 3       | 21      | 13      | 15           | 4            | 4            | 7            | 17           | 26           | 27     | 9      | 8      | 10     | 38     | 39     | -1 |

### Andamento in campionato
| Giornata  | 1 | 2 | 3 | 4 | 5 | 6 | 7 | 8 | 9 | 10 | 11 | 12 | 13 | 14 | 15 | 16 | 17 | 18 | 19 | 20 | 21 | 22 | 23 | 24 | 25 | 26 |
| --------- | - | - | - | - | - | - | - | - | - | -- | -- | -- | -- | -- | -- | -- | -- | -- | -- | -- | -- | -- | -- | -- | -- | -- |
| Luogo     | T | C | T | C | T | C | T | C | T | C  | -  | T  | C  | C  | T  | C  | T  | T  | T  | C  | T  | C  | T  | -  | C  | T  |
| Risultato | P | N | V | N | V | V | P | P | P | P  | -  | N  | N  | V  | N  | V  | V  | V  | N  | V  | P  | N  | P  | -  | P  | P  |
| Posizione |   |   |   |   |   | 4 |   |   |   |    |    |    |    |    |    |    |    |    |    |    |    |    | 6  |    |    | 6  |

Legenda:

Luogo: C = Casa; T = Trasferta. Risultato: V = Vittoria; N = Pareggio; P = Sconfitta.

### Statistiche delle giocatrici
| Giocatore       | Serie A  | Serie A | Serie A     | Serie A    | Coppa Italia | Coppa Italia | Coppa Italia | Coppa Italia | Totale   | Totale | Totale      | Totale     |
| Giocatore       | Presenze | Reti    | Ammonizioni | Espulsioni | Presenze     | Reti         | Ammonizioni  | Espulsioni   | Presenze | Reti   | Ammonizioni | Espulsioni |
| --------------- | -------- | ------- | ----------- | ---------- | ------------ | ------------ | ------------ | ------------ | -------- | ------ | ----------- | ---------- |
| P. Balconi      | ?        | ?       | ?           | ?          | ?            | ?            | ?            | ?            | ?        | ?      | ?           | ?          |
| M. E. Bassano   | ?        | ?       | ?           | ?          | ?            | ?            | ?            | ?            | ?        | ?      | ?           | ?          |
| A. Biotti       | ?        | -?      | ?           | ?          | ?            | ?            | ?            | ?            | ?        | 0+     | ?           | ?          |
| S. Celedi       | ?        | ?       | ?           | ?          | ?            | ?            | ?            | ?            | ?        | ?      | ?           | ?          |
| S. Confalonieri | ?        | ?       | ?           | ?          | ?            | ?            | ?            | ?            | ?        | ?      | ?           | ?          |
| M. Cortesi      | ?        | ?       | ?           | ?          | ?            | ?            | ?            | ?            | ?        | ?      | ?           | ?          |
| S. Costa        | ?        | ?       | ?           | ?          | ?            | ?            | ?            | ?            | ?        | ?      | ?           | ?          |
| R. D'Adda       | ?        | ?       | ?           | ?          | ?            | ?            | ?            | ?            | ?        | ?      | ?           | ?          |
| F. De Vincenzo  | ?        | ?       | ?           | ?          | ?            | ?            | ?            | ?            | ?        | ?      | ?           | ?          |
| L. Donghi       | ?        | ?       | ?           | ?          | ?            | ?            | ?            | ?            | ?        | ?      | ?           | ?          |
| M. Greco        | ?        | 8       | ?           | ?          | ?            | ?            | ?            | ?            | ?        | 8+     | ?           | ?          |
| M. Hofer        | ?        | ?       | ?           | ?          | ?            | ?            | ?            | ?            | ?        | ?      | ?           | ?          |
| S. La Capra     | ?        | ?       | ?           | ?          | ?            | ?            | ?            | ?            | ?        | ?      | ?           | ?          |
| G. Lanzani      | ?        | ?       | ?           | ?          | ?            | ?            | ?            | ?            | ?        | ?      | ?           | ?          |
| M. Lanzani      | ?        | ?       | ?           | ?          | ?            | ?            | ?            | ?            | ?        | ?      | ?           | ?          |
| R. Miranda      | ?        | ?       | ?           | ?          | ?            | ?            | ?            | ?            | ?        | ?      | ?           | ?          |
| C. Murelli      | ?        | ?       | ?           | ?          | ?            | ?            | ?            | ?            | ?        | ?      | ?           | ?          |
| D. Novelli      | ?        | ?       | ?           | ?          | ?            | ?            | ?            | ?            | ?        | ?      | ?           | ?          |
| I. Österle      | ?        | ?       | ?           | ?          | ?            | ?            | ?            | ?            | ?        | ?      | ?           | ?          |
| E. Rivolta      | ?        | ?       | ?           | ?          | ?            | ?            | ?            | ?            | ?        | ?      | ?           | ?          |
| E. Rodolfi      | ?        | ?       | ?           | ?          | ?            | ?            | ?            | ?            | ?        | ?      | ?           | ?          |
| E. Rotella      | ?        | -?      | ?           | ?          | ?            | ?            | ?            | ?            | ?        | 0+     | ?           | ?          |
| V. Schiavi      | ?        | ?       | ?           | ?          | ?            | ?            | ?            | ?            | ?        | ?      | ?           | ?          |
| D. Stracchi     | ?        | ?       | ?           | ?          | ?            | ?            | ?            | ?            | ?        | ?      | ?           | ?          |